# Uri-Kkota Laguna
Uri-Kkota Laguna är en sjö i Bolivia.   Den ligger i departementet La Paz, i den västra delen av landet, 400 km nordväst om huvudstaden Sucre. Uri-Kkota Laguna ligger 4 932 meter över havet.
Trakten runt Uri-Kkota Laguna består i huvudsak av gräsmarker. Runt Uri-Kkota Laguna är det ganska glesbefolkat, med 45 invånare per kvadratkilometer.